# Mistrzostwa Świata w Strzelectwie 1954
Mistrzostwa Świata w Strzelectwie 1954 – 36. edycja mistrzostw świata w strzelectwie. Odbyły się one w wenezuelskim Caracas.
Rozegrano 30 konkurencji (w których medalistami byli wyłącznie mężczyźni). Najwięcej medali zdobyli reprezentanci Związku Radzieckiego: Anatolij Bogdanow i Wasilij Borisow (po 13). W klasyfikacji medalowej zdecydowanie zwyciężyła reprezentacja Związku Radzieckiego. Poza ZSRR, pierwsze krążki mistrzostw świata zdobyły reprezentacje Kolumbii i Kuby; Polacy na podium tych mistrzostw nie stawali.

## Klasyfikacja medalowa
| Pozycja | Kraj              | Złoto | Srebro | Brąz | Łącznie |
| ------- | ----------------- | ----- | ------ | ---- | ------- |
| 1       | ZSRR              | 20    | 6      | 7    | 33      |
| 2       | Szwecja           | 4     | 10     | 5    | 19      |
| 3       | Stany Zjednoczone | 3     | 6      | 2    | 11      |
| 4       | Włochy            | 2     | 1      | 0    | 3       |
| 5       | Kanada            | 1     | 0      | 0    | 1       |
| 6       | Norwegia          | 0     | 4      | 5    | 9       |
| 7       | Szwajcaria        | 0     | 2      | 2    | 4       |
| 8       | Jugosławia        | 0     | 1      | 0    | 1       |
| 9       | Finlandia         | 0     | 0      | 6    | 6       |
| 10      | Egipt             | 0     | 0      | 1    | 1       |
| 10      | Kolumbia          | 0     | 0      | 1    | 1       |
| 10      | Kuba              | 0     | 0      | 1    | 1       |

## Wyniki
| Konkurencja                                                 | Złoto                                                                                       | Wynik     | Srebro                                                                                     | Wynik     | Brąz                                                                                   | Wynik     |
| Karabin małokalibrowy, trzy postawy, 50 m                   | Anatolij Bogdanow                                                                           | 1174 pkt. | Wasilij Borisow                                                                            | 1172 pkt. | Vilho Ylönen                                                                           | 1167 pkt. |
| Karabin małokalibrowy, trzy postawy, 50 m, drużynowo        | ZSRR Anatolij Bogdanow Wasilij Borisow Mojsiej Itkis Grigorij Kupko Boris Pieriebierin      | 5802 pkt. | Szwecja Uno Berg Holger Erbén Walther Fröstell Anders Kvissberg Johan Sundberg             | 5765 pkt. | Norwegia Ivar Ås Mauritz Amundsen Anker Hagen Erling Kongshaug Thore Skredegaard       | 5758 pkt. |
| Karabin małokalibrowy leżąc, 50 m                           | Wasilij Borisow                                                                             | 399 pkt.  | Anders Kvissberg                                                                           | 399 pkt.  | Ivar Ås                                                                                | 399 pkt.  |
| Karabin małokalibrowy leżąc, 50 m, drużynowo                | Szwecja Uno Berg Holger Erbén Kurt Johansson Anders Kvissberg Johan Sundberg                | 1988 pkt. | Norwegia Mauritz Amundsen Anker Hagen Erling Kongshaug Thore Skredegaard Arne Thorsrud     | 1986 pkt. | ZSRR Anatolij Bogdanow Wasilij Borisow Mojsiej Itkis Grigorij Kupko Boris Pieriebierin | 1986 pkt. |
| Karabin małokalibrowy klęcząc, 50 m                         | Anatolij Bogdanow                                                                           | 396 pkt.  | Wasilij Borisow                                                                            | 393 pkt.  | Mojsiej Itkis                                                                          | 393 pkt.  |
| Karabin małokalibrowy klęcząc, 50 m, drużynowo              | ZSRR Anatolij Bogdanow Wasilij Borisow Mojsiej Itkis Grigorij Kupko Boris Pieriebierin      | 1958 pkt. | Szwecja Holger Erbén Walther Fröstell Kurt Johansson Anders Kvissberg Johan Sundberg       | 1943 pkt. | Norwegia Ivar Ås Mauritz Amundsen Anker Hagen Erling Kongshaug Thore Skredegaard       | 1921 pkt. |
| Karabin małokalibrowy stojąc, 50 m                          | Anatolij Bogdanow                                                                           | 380 pkt.  | Wasilij Borisow                                                                            | 380 pkt.  | Johan Sundberg                                                                         | 379 pkt.  |
| Karabin małokalibrowy stojąc, 50 m, drużynowo               | ZSRR Anatolij Bogdanow Wasilij Borisow Mojsiej Itkis Grigorij Łuzin Boris Pieriebierin      | 1865 pkt. | Norwegia Ivar Ås Mauritz Amundsen Anker Hagen Erling Kongshaug Thore Skredegaard           | 1850 pkt. | Szwajcaria Robert Bürchler Ernst Huber E. Lenz E. Ramseier Ernst Schmid                | 1843 pkt. |
| Karabin małokalibrowy leżąc, 50 m (60 strzałów)             | Gilmour Boa                                                                                 | 598 pkt.  | Kurt Johansson                                                                             | 596 pkt.  | August Westergaard                                                                     | 596 pkt.  |
| Karabin małokalibrowy leżąc, 50 m, drużynowo (60 strzałów)  | Stany Zjednoczone Arthur Cook Arthur Jackson August Westergaard Verle Wright                | 2373 pkt. | Szwecja Uno Berg Holger Erbén Kurt Johansson Anders Kvissberg Agne Wiberg                  | 2372 pkt. | ZSRR Anatolij Bogdanow Wasilij Borisow Mojsiej Itkis Boris Pieriebierin                | 2370 pkt. |
| Karabin dowolny, trzy postawy, 300 m                        | Anatolij Bogdanow                                                                           | 1133 pkt. | Wasilij Borisow                                                                            | 1132 pkt. | Vilho Ylönen                                                                           | 1126 pkt. |
| Karabin dowolny, trzy postawy, 300 m, drużynowo             | ZSRR Piotr Awiłow Anatolij Bogdanow Wasilij Borisow Mojsiej Itkis Władisław Kriszniewski    | 5607 pkt. | Szwajcaria Robert Bürchler Georg Clavadetscher August Hollenstein Ernst Huber Ernst Schmid | 5505 pkt. | Szwecja Holger Erbén Walther Fröstell Kurt Johansson Johan Sundberg Agne Wiberg        | 5491 pkt. |
| Karabin dowolny leżąc, 300 m                                | Anatolij Bogdanow                                                                           | 391 pkt.  | Wasilij Borisow                                                                            | 389 pkt.  | Ernst Huber                                                                            | 388 pkt.  |
| Karabin dowolny klęcząc, 300 m                              | Anatolij Bogdanow                                                                           | 380 pkt.  | Johan Sundberg                                                                             | 379 pkt.  | Vilho Ylönen                                                                           | 378 pkt.  |
| Karabin dowolny stojąc, 300 m                               | Wasilij Borisow                                                                             | 366 pkt.  | August Hollenstein                                                                         | 363 pkt.  | Anatolij Bogdanow                                                                      | 362 pkt.  |
| Karabin standardowy, trzy postawy, 300 m                    | Walther Fröstell                                                                            | 514 pkt.  | Anders Kvissberg                                                                           | 513 pkt.  | J. Matallana                                                                           | 503 pkt.  |
| Karabin standardowy, trzy postawy, 300 m, drużynowo         | Szwecja Uno Berg Holger Erbén Walther Fröstell Anders Kvissberg Olle Ohlsson                | 2471 pkt. | Jugosławia Gradimir Bončič Josip Ćuk Bogdan Jež Zlatko Mašek Stjepan Prauhardt             | 2448 pkt. | Finlandia Esa Kervinen Jari Pälve Mikko Nordquist Jorma Taitto Vilho Ylönen            | 2437 pkt. |
| Pistolet centralnego zapłonu, 25 m                          | Torsten Ullman                                                                              | 586 pkt.  | Huelet Benner                                                                              | 585 pkt.  | William McMillan                                                                       | 584 pkt.  |
| Pistolet centralnego zapłonu, 25 m, drużynowo               | ZSRR Anton Jasinskij Konstantin Martazow Machmud Umarow Lew Wajnsztejn                      | 2319 pkt. | Stany Zjednoczone Huelet Benner John Jagoda William McMillan Harry Reeves                  | 2316 pkt. | Kuba Tomás Cabañas Rafael Cadalso L. Dediot Carlos Rodríguez-Feo                       | 2263 pkt. |
| Pistolet dowolny, 50 m                                      | Huelet Benner                                                                               | 553 pkt.  | Torsten Ullman                                                                             | 552 pkt.  | Anton Jasinski                                                                         | 552 pkt.  |
| Pistolet dowolny, 50 m, drużynowo                           | ZSRR Władimir Diemin Anton Jasinskij Konstantin Martazow Jewgienij Polikanin Lew Wajnsztejn | 2722 pkt. | Stany Zjednoczone Ralph Anthony Huelet Benner John Dodds Harry Reeves Offutt Pinion        | 2706 pkt. | Szwecja Åke Lindblom Leif Larsson Hugo Lundkvist Gustaf Preutz Torsten Ullman          | 2697 pkt. |
| Pistolet szybkostrzelny, 25 m                               | Nikołaj Kaliniczenko                                                                        | 584 pkt.  | William McMillan                                                                           | 582 pkt.  | Pentti Linnosvuo                                                                       | 581 pkt.  |
| Pistolet szybkostrzelny, 25 m, drużynowo                    | ZSRR Jewgienij Czerkasow Nikołaj Kaliniczenko Wiktor Nasonow Oleg Żgutow                    | 2317 pkt. | Stany Zjednoczone Huelet Benner William McMillan Thomas Mitchell Philip Roettinger         | 2292 pkt. | Finlandia Vaino Heusala Pentti Linnosvuo Leonard Ravilo Lauri Toikka                   | 2289 pkt. |
| Strzelanie do sylwetki jelenia                              |                                                                                             |           |                                                                                            |           |                                                                                        |           |
| Runda pojedyncza do sylwetki jelenia, 100 metrów            | Witalij Romanienko                                                                          | 224 pkt.  | Rolf Bergersen                                                                             | 221 pkt.  | Nikołaj Prosorowski                                                                    | 219 pkt.  |
| Runda pojedyncza do sylwetki jelenia, 100 metrów, drużynowo | ZSRR Dmitrij Bobrun Wasilij Oniszczenko Nikołaj Prosorowski Witalij Romanienko              | 857 pkt.  | Norwegia Birger Bühring-Andersen Rolf Bergersen Ola Brude John Larsen                      | 824 pkt.  | Szwecja Bengt Austrin Åke Bohman Georg Erdman Olof Sköldberg                           | 824 pkt.  |
| Runda podwójna do sylwetki jelenia, 100 metrów              | Dmitrij Bobrun                                                                              | 213 pkt.  | Witalij Romanienko                                                                         | 206 pkt.  | Władimir Siewrjugin                                                                    | 206 pkt.  |
| Runda podwójna do sylwetki jelenia, 100 metrów, drużynowo   | ZSRR Dmitrij Bobrun Nikołaj Prosorowski Witalij Romanienko Władimir Siewrjugin              | 828 pkt.  | Szwecja Bengt Austrin Åke Bohman Georg Erdman Olof Sköldberg                               | 804 pkt.  | Norwegia Birger Bühring-Andersen Rolf Bergersen Ola Brude John Larsen                  | 757 pkt.  |
| Strzelanie do rzutków                                       |                                                                                             |           |                                                                                            |           |                                                                                        |           |
| Skeet                                                       | Chester Crites                                                                              | 148 pkt.  | Kenneth Pendergrass                                                                        | 145 pkt.  | Bengt Malmgren                                                                         | 145 pkt.  |
| Trap                                                        | Cesare Merlo                                                                                | 296 pkt.  | Galliano Rossini                                                                           | 293 pkt.  | Hans Aasnæs                                                                            | 293 pkt.  |
| Trap, drużynowo                                             | Włochy Raffaele de Donato Cesare Merlo Galliano Rossini Guglielmo Tuccimei                  | 773 pkt.  | Szwecja Knut Alwén Claes Alwén Knut Holmqvist Bengt Malmgren                               | 768 pkt.  | Egipt Seifullah Ghaleb Mohamed Badrawi Rafie Senoussi Aly Riad                         | 768 pkt.  |